# سنگه خالصه
سنگه خالصه (به انگلیسی: Singh Khalsa) یک منطقهٔ مسکونی در پاکستان است که در پنجاب واقع شده‌است.